# Бета Райской Птицы
Бета Райской Птицы — (β Райской Птицы / лат. Beta Apodis / β Apodis) — оптическая двойная звезда в созвездии Райской Птицы. Располагается примерно в 158 световых годах от Земли и имеет видимую звёздную величину примерно +4.24.

## Звезда
Основной компонент Бета Райской Птицы А является оранжевым гигантом спектрального класса K0III. Массивнее Солнца в 3.4 раза, радиус — в 13 раз больше солнечного. Звезда ярче Солнца в 72 раза, температура поверхности — около 5000 К.
Второй компонент Бета Райской Птицы B имеет видимую звёздную величину равную +12. Имеет абсолютную величину 8.53±0.01. Светимость компонента в 30 раз слабее солнечной.